# Flama
A Flama – Fábrica de Louça e Eletrodomésticos, S.A. é uma empresa portuguesa de produção e comercialização de eletrodomésticos e louças metálicas.
A sua sede localiza-se em Cesar, Oliveira de Azeméis. A fábrica, juntamente com serviços administrativos, técnicos e logísticos ocupam uma área total de 12.000 m².
No mercado ibérico, a marca FLAMA beneficia de uma posição de destaque, alcançando a posição n.º 3 em Portugal de acordo com dados GFK (SDA 2016).

## Marcos Históricos
- 1979 - Fundação da empresa com o nome A. Alves, Lda.
- 1983 - Início de fabrico de pequenos domésticos.
- 1996 - A A.Alves, Lda. passa a sociedade anónima com a designação de Flama, S.A.
- 1998 - Inaugura a sua primeira filial nos Estados Unidos da América.
- 2000 - Implementação da rede de separação e recolha de Resíduos Industriais e Domésticos.
- 2007 - Abertura de uma filial comercial em Barcelona, Espanha.
- 2008 - Inicio da produção de máquinas de café espresso para cápsulas.
- 2010 - Alargamento e remodelação da sua área industrial em Portugal. Reforço da vertente industrial com fabricação de produto FLAMA e para reconhecidas marcas internacionais OEM.
- 2013 - Lançamento no mercado português da Cookii: um conceito inovador de máquina de cozinhar.
- 2015 - Constituição da Flama BV na Holanda, centro dedicado à investigação e desenvolvimento de novos produtos.
- 2016 - A FLAMA aposta nos grandes domésticos com a introdução de uma gama de fogões.
- 2017 - Reforço da gama de grandes domésticos com a introdução de uma gama de encastre.